# Adrián Menéndez
Adrián Menéndez Maceiras (* 28. Oktober 1985 in Marbella) ist ein ehemaliger spanischer Tennisspieler.

## Karriere
Menéndez gewann auf der ITF Future Tour, wo er hauptsächlich bis 2010 spielte, neun Einzel- und vier Doppeltitel. Bei den höher dotierten Challengers gewann kam er zu 17 Titeln, davon 3 im Einzel und 13 weitere im Doppel.
Auf der ATP Tour konnte er sich nur einige wenige Male für ein Hauptfeld qualifizieren, anfangs 2015 u. a. bei den Claro Open Colombia und den Miami Open. Dadurch kam er in diesem Jahr auf seine Höchstplatzierung in der Tennisweltrangliste im Einzel (111). Sein einziges Viertelfinale auf der ATP Tour erreichte er 2018 in New York.
Bei Grand-Slam-Turnieren gelang ihm 2012 in Wimbledon erstmals die Qualifikation für das Hauptfeld. Sein Auftaktspiel gegen Michael Craig Russell, einen weiteren Qualifikanten, verlor er glatt in drei Sätzen. Ein Jahr später bei den Australian Open schied er erneut in der Auftaktrunde aus. 2015 in Wimbledon hatte er auch im Doppel seine Premiere bei einem Grand-Slam-Turnier, doch erneut kam er nicht über die erste Runde hinaus. Den einzige Sieg verbuchte er 2017 bei den US Open, als er Patrick Kypson zum Auftakt in drei Sätzen schlug.
2023 in Pozoblanco, dem Ort seines ersten Challenger-Turniersiegs, beendete er seine Karriere.

## Erfolge
| Legende (Anzahl der Siege)  |
| Grand Slam                  |
| ATP World Tour Finals       |
| ATP World Tour Masters 1000 |
| ATP World Tour 500          |
| ATP World Tour 250          |
| ATP Challenger Tour (17)    |

### Einzel

#### Turniersiege
| Nr. | Datum         | Turnier         | Belag     | Finalgegner     | Ergebnis      |
| --- | ------------- | --------------- | --------- | --------------- | ------------- |
| 1.  | 2. Juli 2007  | Pozoblanco      | Hartplatz | Dudi Sela       | 6:4, 0:6, 7:5 |
| 2.  | 2. April 2017 | León            | Hartplatz | Roberto Quiroz  | 6:4, 3:6, 6:3 |
| 3.  | 20. Mai 2017  | Samarqand       | Sand      | Aldin Šetkić    | 6:4, 6:2      |
| 4.  | 5. Mai 2018   | Puerto Vallarta | Hartplatz | Danilo Petrović | 1:6, 7:5, 6:3 |

### Doppel

#### Turniersiege
| Nr. | Datum             | Turnier         | Belag         | Partner              | Finalgegner                                | Ergebnis          |
| --- | ----------------- | --------------- | ------------- | -------------------- | ------------------------------------------ | ----------------- |
| 1.  | 27. Februar 2011  | Casablanca      | Sand          | Guillermo Alcaide    | Leonardo Tavares Simone Vagnozzi           | 6:2, 6:1          |
| 2.  | 5. Juni 2011      | Prostějov       | Sand          | Serhij Bubka         | David Marrero Rubén Ramírez Hidalgo        | 7:5, 6:2          |
| 3.  | 18. Juni 2011     | Mailand         | Sand          | Simone Vagnozzi      | Andrea Arnaboldi Leonardo Tavares          | 0:6, 6:3, [10:5]  |
| 4.  | 26. Februar 2012  | Meknès          | Sand          | Jaroslav Pospíšil    | Gerard Granollers Iván Navarro             | 6:3, 3:6, [10:8]  |
| 5.  | 31. März 2013     | San Luis Potosí | Sand          | Marin Draganja       | Marco Chiudinelli Peter Gojowczyk          | 6:4, 6:3          |
| 6.  | 3. Mai 2014       | Ostrava         | Sand          | Andrei Kusnezow      | Alessandro Motti Matteo Viola              | 4:6, 6:3, [10:8]  |
| 7.  | 18. Oktober 2014  | Indore          | Hartplatz     | Alexander Nedowessow | Yuki Bhambri Divij Sharan                  | 2:6, 6:4, [10:3]  |
| 8.  | 9. Mai 2015       | Qarshi          | Hartplatz     | Yuki Bhambri         | Sjarhej Betau Michail Jelgin               | 5:7, 6:3, [10:8]  |
| 9.  | 30. Oktober 2015  | Pune            | Hartplatz     | Gerard Granollers    | Maximilian Neuchrist Divij Sharan          | 1:6, 6:3, [10:6]  |
| 10. | 5. August 2017    | Segovia         | Hartplatz     | Serhij Stachowskyj   | Roberto Ortega Olmedo David Vega Hernández | 4:6, 6:3, [10:7]  |
| 11. | 10. November 2019 | Knoxville       | Hartplatz (i) | Hans Hach Verdugo    | Bradley Klahn Sem Verbeek                  | 7:66, 4:6, [10:5] |
| 12. | 30. April 2022    | Morelos         | Hartplatz     | JC Aragone           | Nicolás Mejía Roberto Quiroz               | 7:64, 6:2         |
| 13. | 2. Juli 2022      | Cali            | Sand          | Malek Jaziri         | Keegan Smith Evan Zhu                      | 7:5, 6:4          |